# محمد الروكي
محمد الروكي، هو دكتور جامعي مغربي، ولد بناحية فاس بالمغرب سنة1953.

## مسيرته العلمية
تلقى تعليمه الأولي في الكتاب القرآني، حيث حفظ القرآن الكريم وجملة من المتون العلمية. كما كنز في صدره نحوا من عشرة آلاف بيت من الشعر العربي.
بعد استكمال دراسته الثانوية حصل على الإجازة العليا في الدراسات الإسلامية من جامعة القرويين بفاس سنة 1977. بعد ذلك نال شهادة الدراسات الجامعية العليا حول موضوع "القاضي عبد الوهاب وجهوده في الفقه المالكي" بكلية الآداب محمد الخامس الرباط سنة 1987، ثم شهادة الماجستير في قواعد الفقه المالكي من جامعة محمد الخامس بالرباط 1979م. وفي سنة 1992 حصل على دكتوراه الدولة في الفقه وأصوله "نظرية التقعيد الفقهي وأثرها في اختلاف الفقهاء" بجامعة محمد الخامس بالرباط.
وظائفه
رئيس جامعة القرويين.
عضو المجلس العلمي الأعلى.
أستاذ الفقه وأصوله بجامعة محمد الخامس بالرباط منذ سنة 1987م إلى الآن.
أستاذ القواعد الفقهية بالدراسات العليا بجامعة الحسن الثاني بالبيضاء (سابقا) وكذا بجامعة سيدي محمد بن عبد الله بفاس (سابقا).
أستاذ أصول الفقه والحديث النبوي بمعهد الإمام نافع بطنجة. 

## مؤلفاته
- نظرية التقعيد الفقهي وأثرها في اختلاف الفقهاء.
- قواعد الفقه الإسلامي من خلال كتاب الإشراف.
- المغرب مالكي لماذا؟.
- ثلاثة دواوين شعرية مخطوطة.
- قصيدة هل ماتت النخوة؟

كما قام بنشر عديد من المقالات العلمية، وكذا الأدبية في مجموعة من المنابر الوطنية والدولية. زيادة على المشاركة في عدد من الندوات والمؤتمرات العلمية الوطنية والدولية.